# Sillas
Sillas – miejscowość i gmina we Francji, w regionie Nowa Akwitania, w departamencie Żyronda.
Według danych na rok 1990 gminę zamieszkiwało 100 osób, a gęstość zaludnienia wynosiła 13 osób/km² (wśród 2290 gmin Akwitanii Sillas plasuje się na 1076. miejscu pod względem liczby ludności, natomiast pod względem powierzchni na miejscu 1224.).